# 朱之臣 (萬曆癸丑進士)
朱之臣（？—？），字良獻，號貞度，福建興化府莆田縣人。明朝政治人物。

## 生平
平海衛學生，万历二十二年（1594年）甲午科舉人，四十一年（1613年）癸丑科進士。除知四川嘉定州知州，官至赣州府知府。

## 家族
叔父朱邦鞏，舉人，靖江知縣。